# 神島 (大字)
神島（こうのしま）は、岡山県笠岡市にある大字である。通称、神島内浦（こうのしまうちうら）とも呼ばれる。当地は、かつて島嶼であった神島地区の北部にあたる。かつての神島内浦村（こうのしまうちうらそん）にあたり、笠岡市の広域地区では神島内（こうのしまうち）の一部であり、学区では神内（こううち）となる。また当地はかつての小田郡神島内村の役場所在地であった。
郵便番号は714-0044（笠岡郵便局管区）。当地全域の人口は2,063人（男性905人、女性1,158人）で、世帯数は898世帯。

## 概要
元は小田郡神島内浦村であったが、明治11年6月1日の町村施行に伴い、当時すでに本土と陸続きとなっていた横島村と入江新田村と合併し、神島地村となる。その後、昭和28年10月1日に笠岡市へ編入合併し、現在に至る。
昭和45年に神島・横島間に神島大橋が架橋され、橋により本土と連絡される。さらに昭和41年から着工し、長年かけて行われた笠岡湾の干拓事業により陸続きとなった。
島嶼時代、当地の沖合には片島（かたしま）という有人島とその属島の無人島・木之子島（きのこじま）があったが、干拓事業により陸地化し、独立丘陵となった。片島も「神島」の大字であるが、当地と片島の間の海域は陸地化後にカブト南町という大字となったため、当地、つまり大字の神島は分断され、片島は神島の飛地の格好となった。木之子島は周囲の干拓地と同じ拓海町の大字となり、当地とは別大字となる。

## 地勢
山岳
- 塚丸山 - 栂丸山とも。笠岡十名山のひとつ。標高306.9メートル。
- 竜王山 - 標高267メートル。
- 七面山
- 片島丘陵- かつて無人島であったが、陸地化し、独立丘陵となる。
- 孫殿洲 - かつて無人島であったが、陸地化し、独立丘陵となる。

島嶼
- 子殿洲 - 無人島
- 弁天島 - 無人島
- ほか小岩礁などあり

池
- 御手洗池

## 名所・旧跡
- 神島八十八箇所
- 神島なびっくLAND
- 御手洗池 - 天皇が手を洗ったという伝説がある。かつては入り江であった。
- 見崎神社 - 延喜式内社・神島神社の論社のひとつ。
- 弁天島五重塔
- 大殿洲・子殿洲・孫殿洲
- 片島海水浴場跡
- 神島資料館

## 主要施設
行政
- 神島公民館
- 神島資料館

教育
- 笠岡市立神内小学校
- 笠岡市立神島保育所

郵便
- 神島内郵便局

企業
- JAかさや神内支店
- スズキマリーナ神島
- ケアハウスこうのしま
- まえだ旅館

神社
- 三日月神社
- 見崎神社
- 三年神社
- 荒神社
- 白雪大明神
- 七面神社
- 大神神社
- 自在天神宮
- 八幡宮
- 八幡大菩薩
- 地蔵庵
- 福浦薬師
- 出雲一畑薬師分霊所
- 法華寺
- 安養院
- 自性院
- 道隆寺
- 鯖大師
- 長尾寺
- 極楽寺
- 本山寺
- 厄除神島大師堂

ほか
- 神島なびっくLAND